# 高欄照明
高欄照明（こうらんしょうめい）は、ポール照明方式が採用できない場所において、橋梁の高欄や道路の側壁といった低位置に直接照明器具を取り付けて道路を照らす方式。

## 概要
従来、高速道路は照明柱（ポール）を用いて高い位置から路面に照射する方式が主流であったが、ポールの設置が困難な箇所、保護が必要な自然環境、住宅街などで光害が懸念される箇所、空港の周辺で航空法による高さ等の制限がある箇所などで、照明器具を低い位置に設置し光漏れを抑えるために開発されたのが高欄照明である。
照明の種類は、蛍光灯を連ねて、その上を無色透明または黄色のカバーガラスで覆う低位置照明、パイプの端にある光源から光を伝達させ、パイプ全体を光らせる低位置ライン照明、10m間隔に設置した照明器具から自動車の進行方向に対して斜めに照射する低位置プロビーム照明がある。 

### 長所
- 道路外部への光漏れ軽減。
- ポールの設置を必要としないため、昼間における景観の良好。
- 前方への視認性向上。
- ジャンクション等の複雑な道路構造の場所では高い視線誘導効果。
- 高所作業が不要によるメンテナンス性の向上。
- 維持作業による交通規制の縮減。

### 短所
- 幅の広い道路ほど路面上における照度の分布が不均等。

## 主な採用例
- 東山高架橋（五条バイパス）
- 目黒出入口付近（首都高速目黒線）
- スカイゲートブリッジR　（関空連絡橋）
- 東神戸大橋（阪神高速湾岸線）
- 大阪国際空港付近（阪神高速11号池田線）
- 海ほたるPA
- 豊田JCT
- 鵜飼い大橋（岐阜環状線）

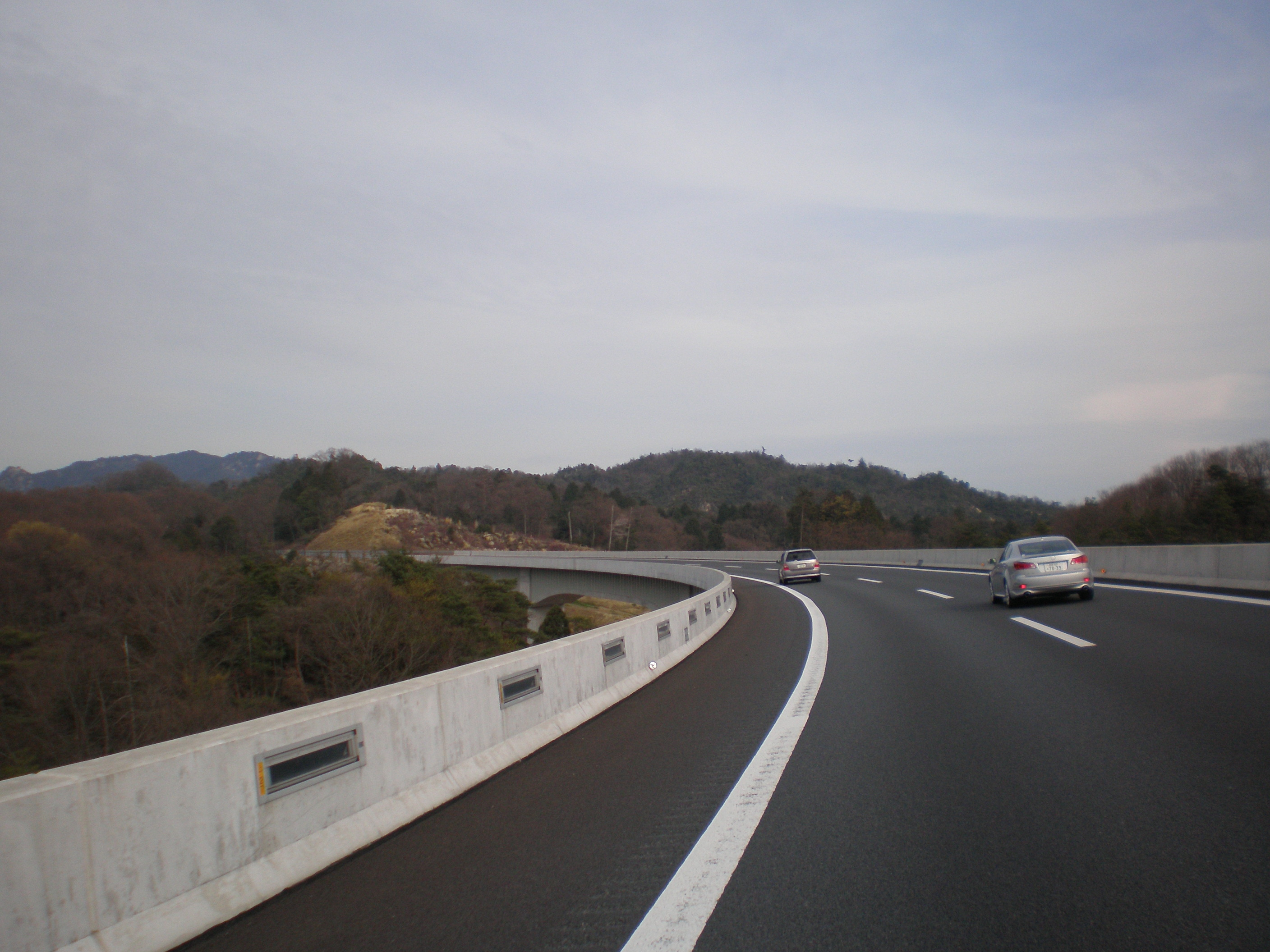
低位置照明の採用例
（新名神高速道路 大津Aランプ橋）

- 大津Aランプ橋（新名神高速道路大津連絡路）
- 大津Dランプ橋（新名神高速道路大津連絡路）
- 巨椋大橋（洛南道路）
- 久御山南IC付近（第二京阪道路）
- 江島大橋
- 阿波しらさぎ大橋
- 小田原ブルーウェイブリッジ
- 月隈JCT付近（福岡高速道路）